# Малинов (хутор)
Малинов — хутор в Фатежском районе Курской области России. Входит в состав Глебовского сельсовета.

## География
Хутор находится в бассейне реки Усожа (левый и самый крупный приток Свапы), в 112 км от российско-украинской границы, в 35 км к северо-западу от Курска, в 13 км к юго-востоку от районного центра — города Фатеж, в 6 км от центра сельсовета — деревни Зыковка.
Климат
Малинов, как и весь район, расположен в поясе умеренно континентального климата с тёплым летом и относительно тёплой зимой (Dfb в классификации Кёппена).
Часовой пояс
Хутор Малинов, как и вся Курская область, находится в часовой зоне МСК (московское время). Смещение применяемого времени относительно UTC составляет +3:00.

## Население
| 2002 | 2010 |
| ---- | ---- |
| 59   | ↘17  |

## Инфраструктура
Личное подсобное хозяйство. В хуторе 47 домов.

## Транспорт
Малинов находится в 11,5 км от автодороги федерального значения М2 «Крым» (Москва — Тула — Орёл — Курск — Белгород — граница с Украиной) как часть европейского маршрута E105, в 15,5 км от автодороги регионального значения 38К-018 (Курск — Поныри), в 2,5 км от автодороги 38К-039 (Фатеж — 38К-018), в 5 км от автодороги межмуниципального значения 38Н-210 (М-2 «Крым» – Зыковка – Малое Анненково – 38К-039), в 19,5 км от ближайшего ж/д остановочного пункта 487 км (линия Орёл — Курск).
В 159 км от аэропорта имени В. Г. Шухова (недалеко от Белгорода).